# Preston Sturges
Preston Sturges, född Edmund Preston Bides den 29 augusti 1898 i Chicago i Illinois, död 6 augusti 1959 i New York, var en amerikansk manusförfattare och filmregissör.
Sturges anses som en av Hollywoods största filmskapare, känd inte minst för den typ av komedier som brukar kallas screwballkomedier. Han belönades med en Oscar för bästa originalmanus för Skojare gör karriär.

## Filmografi i urval
- 1933 – Den osynlige mannen (manus)
- 1935 – Lyckan kommer... (manus)
- 1939 – Idolen i Tyrolen (manus)
- 1940 – Skojare gör karriär (manus och regi)
- 1940 – Jul i juli (manus och regi)
- 1940 – Broadways melodi 1941 (manus)
- 1941 – Kvinnan Eva (manus och regi)
- 1941 – Med tio cents på fickan (manus och regi)
- 1942 – Dårarnas paradis (manus och regi)
- 1944 – Miraklet (manus och regi)
- 1944 – Ja, må han leva! (manus och regi)
- 1944 – Seger över smärtan (regi)
- 1947 – Åh, en sån onsdag (manus och regi)
- 1948 – Otrogen u.p.a. (manus och regi)
- 1949 – Västerns vilda blondin (regi)
- 1955 – Hans franska fru (regi)